# 真夏の少女
「真夏の少女」（まなつのしょうじょ）は、堀ちえみの2作目のシングル。1982年6月21日にキャニオン・レコード（現：ポニーキャニオン）から発売された。

## 概要
A面曲「真夏の少女」は、デビュー・シングル「潮風の少女」で編曲を担当した鈴木茂が作曲および編曲を手掛けている。
当初はシングルとしてリリースされる予定は無く、アルバム収録曲の1曲として制作されたが、曲の出来が特に良かったため、事務所とレコード会社とで会議が行われた際、全員一致でこの曲が2枚目のシングルに決定した。タイトルについても、詞の中の一節である「真夏の光に誘われて」から「真夏の少女」に変更されたという経緯がある。
B面曲「真珠色の季節」は、「潮風の少女」の作詞・作曲を担当した松宮恭子による作曲である。作詞は青木茗、編曲はA面曲と同じく鈴木茂が担当した。
シングルレコードのジャケットは見開きになっており、A面曲だけでなくB面曲をイメージした写真も使用され、両A面を思わせる作りになっている。
オリコン・シングルチャートでは、週間最高順位26位にランクインしている。

## 収録曲
1. 真夏の少女（3分59秒）
作詞：中里綴 / 作曲・編曲：鈴木茂
2. 真珠色の季節（3分24秒）
作詞：青木茗 / 作曲：松宮恭子 / 編曲：鈴木茂